# Bernau im Schwarzwald
Bernau im Schwarzwald település Németországban, azon belül Baden-Württembergben. Lakosainak száma 1972 fő (2023. december 31.).

## Népesség
A település népessége az elmúlt években az alábbi módon változott:
| Lakosok száma | 1308 | 1372 | 1425 | 1467 | 1730 | 1979 | 1977 | 1916 | 1934 | 1972 |
|               | 1961 | 1967 | 1974 | 1980 | 1987 | 1993 | 2000 | 2006 | 2013 | 2023 |